# Zbilje
Zbilje so vas v Občini Medvode, osrednja turistična točka ob Zbiljskem jezeru.
Prvič so bile omenjene leta 1311. Edini kulturnozgodovinski objekt v vasi je cerkev sv. Janeza Krstnika, zgrajena v letih 1883-1884 na mestu porušene starejše cerkve, od katere je ohranjen oltar iz leta 1665. Nedaleč od naselja, poleg mosta čez Zbiljsko jezero, stoji t. i. Šimenčkovo znamenje.